# Olaus Johannis Schult
Olaus Johannis Schult, född 1612 i byn Lejde, Skultuna socken, död 12 april 1666 i Sala socken, var en svensk kyrkoman och riksdagsman.

## Biografi
Olaus Johannis Schult var son till bonden Jan Persson i Lejde. Han tog sig namnet Schult liksom en annan från samma socken som också var född samma år, 1612, Olaus Erici Schult. 1636 inskrevs han vid Uppsala universitet, och promoverades till magister efter dissertationerna De Mixtione (1646), och, för Ericus Brunnius, Disputatio theologica de peccato originali (1647). Han undervisade sedan vid universitetet, trivialskolan i Västerås och vid Västerås gymnasium, för att 1649 prästvigas. Sistnämnda år blev han rektor för gymnasiet. 1655 begärde Sala sockenbor att få honom som kyrkoherde, och kungen biföll. Året därefter tillträdde han tjänsten och blev samtidigt kontraktsprost.
Olaus var notarie vid riksdagen 1650, och fullmäktig vid riksdagen 1659.
Hustrun Anna var dotter till Petrus Erici Drivius. Deras son Johan var borgmästare i Säter.